# Merle Haggard
Merle Ronald Haggard (Oildale, California; 6 de abril de 1937 - Palo Cedro, California; 6 de abril de 2016) fue un cantante, guitarrista, violinista y compositor estadounidense de música country.
Junto con Buck Owens, Haggard y su banda The Strangers ayudaron a crear el llamado sonido Bakersfield, un subgénero del country caracterizado por el sonido único de las guitarras Fender Telecaster, las armonías vocales y un filo duro que no se escuchaba en las grabaciones del sonido Nashville de la misma época.
En los años 1970, Haggard se alineó con el creciente movimiento del outlaw country y ha continuado sacando álbumes de éxito a través de los años 1990 y 2000. En 1997 Merle Haggard entró en el Oklahoma Music Hall of Fame por su canción Okie from Muskogee.

## Biografía
Merle nació en Oildale, en el condado de Kern, California el 6 de abril de 1937, durante la Gran Depresión. Era hijo Floris Mae Haggard y James Francis Haggard. Su familia era originaria de Checotah, Oklahoma, pero gracias a la crisis económica de los años 30 se mudaron a California en 1934.

### Infancia y juventud
Haggard nació en una casa de Bakersfield, y era el menor de tres hermanosː Lowell y Lillian Haggard.
Su padre James falleció en 1945 por una hemorragia, cuando Merle tenía 8 años, hecho que lo marcó para siempre. Fue así como su madre Floris se convirtió en bibliotecaria para suplir las necesidades de su familia.
Su hermano Lowell empezó a tocar la guitarra cuando Merle tenía 12 años, y fue instruido por él para tocar también. Finalmente Merle aprendió solo, aprendiendo de sus ídolos Bob Wills, Lefty Frizzell y Hank Williams.
A causa de la ausencia de su madre, Merle fue enviado a un campamento correccional juvenil, pues se había vuelto un problema para la familia, pero eso empeoró su actitud rebelde. Fue delincuente juvenil, cometiendo pequeños delitos, hasta que fue arrestado en 1950 por un robo. Cuando cumplió 14 años, se fugó a Texas con su amigo Bob Teague. Se convirtió en un fugitivo que viajaba en los vagones de trenes y practicando el autostop atravesando el estado.
Haggard y Teague fueron arrestados por un robo el mismo año, cuando regresaron a Texas y fueron enviados a la correccional de Modesto, de donde se fugaron también. Su condena incluyó trabajo comunitario transportando sacos de papas de los camiones que abastecían la ciudad y perforar pozos petrolíferos.

## Carrera

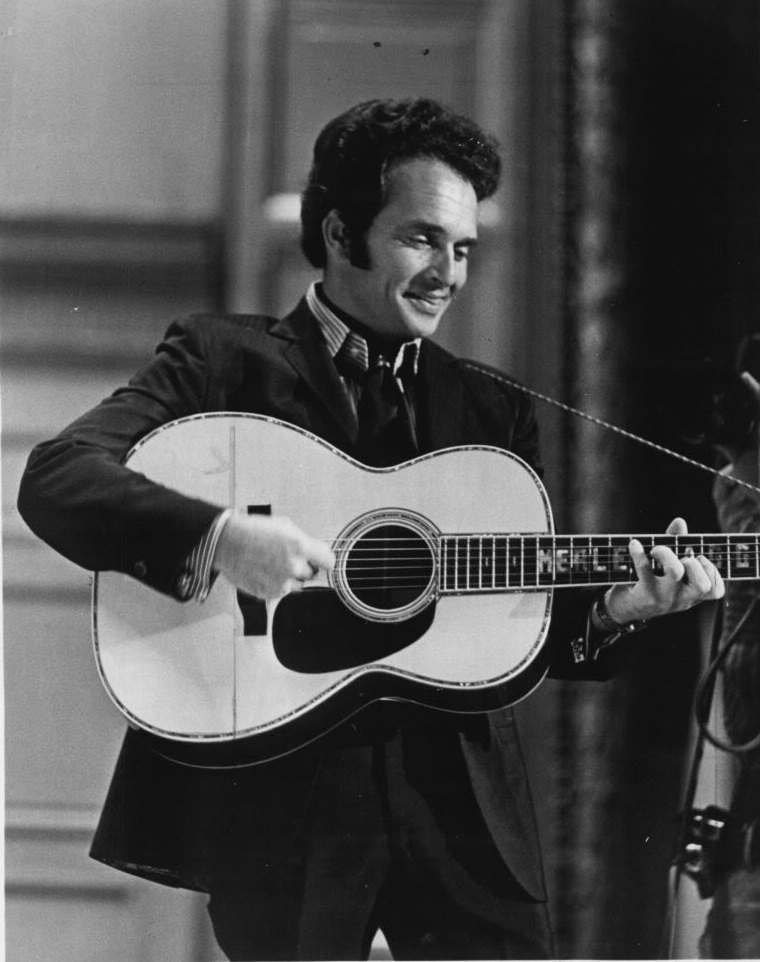
Haggard en 1971

### Deterioro en su salud y muerte
El 5 de diciembre de 2015. Haggard recibió tratamiento en un hospital no revelado en California, por neumonía. Tuvo recuperación pero pospuso varios conciertos. En marzo de 2016, Haggard volvió a ser hospitalizado y los conciertos para abril fueron cancelados debido a que había enfermado de neumonía bilateral. El 6 de abril de 2016, en su cumpleaños número 79, murió de complicaciones por la neumonía en su hogar en Palo Cedro, California en las afueras de Redding. Fue enterrado en el panteón familiar en el rancho de los Haggard en Palo Cedro.

## Premios
Academia de la música country
- 1965 Top New Male Vocalist
- 1965 Top Vocal Duo con Bonnie Owens
- 1966 Top Male Vocalist
- 1967 Top Vocal Duo con Bonnie Owens
- 1969 Album of the Year – "Okie from Muskogee"
- 1969 Single of the Year – "Okie from Muskogee"
- 1969 Top Vocal Duo – con Bonnie Owens
- 1970 Entertainer of the Year
- 1970 Top Male Vocalist
- 1972 Top Male Vocalist
- 1974 Top Male Vocalist
- 1981 Top Male Vocalist
- 1982 Song of the Year – "Are the Good Times Really Over (I Wish a Buck Was Still Silver)"

Asociación de la música country
- 1970 Album of the Year – "Okie from Muskogee"
- 1970 Entertainer of the Year
- 1970 Male Vocalist of the Year
- 1970 Single of the Year – "Okie from Muskogee"
- 1983 Vocal Duo of the Year – con Willie Nelson

Museo y Salón de la Fama del Country
- Introducido en 1994

Premios Grammy
- 1984 Best Country Vocal Performance, Male – "That's The Way Love Goes"
- 1998 Best Country Collaboration with Vocals con Clint Black, Joe Diffie, Emmylou Harris, Alison Krauss, Patty Loveless, Earl Scruggs, Ricky Skaggs, Marty Stuart, Pam Tillis, Randy Travis, Travis Tritt & Dwight Yoakam por "Same Old Train"
- 1999 Grammy Hall of Fame Award – "Mama Tried"

Salón de la Fama de los compositores de Nashville
- Inducted in 1977

Kennedy Center Honors
- Inducted in 2010